# تپه چلان
تپه چلان مربوط به دوران پیش از تاریخ ایران باستان تا دوران‌های تاریخی پس از اسلام است و در شهرستان مراغه، بخش سراجو، روستای چلان واقع شده و این اثر در تاریخ ۲ آبان ۱۳۸۲ با شمارهٔ ثبت ۱۰۴۷۲ به‌عنوان یکی از آثار ملی ایران به ثبت رسیده است.